# Florian Leopold Gassmann

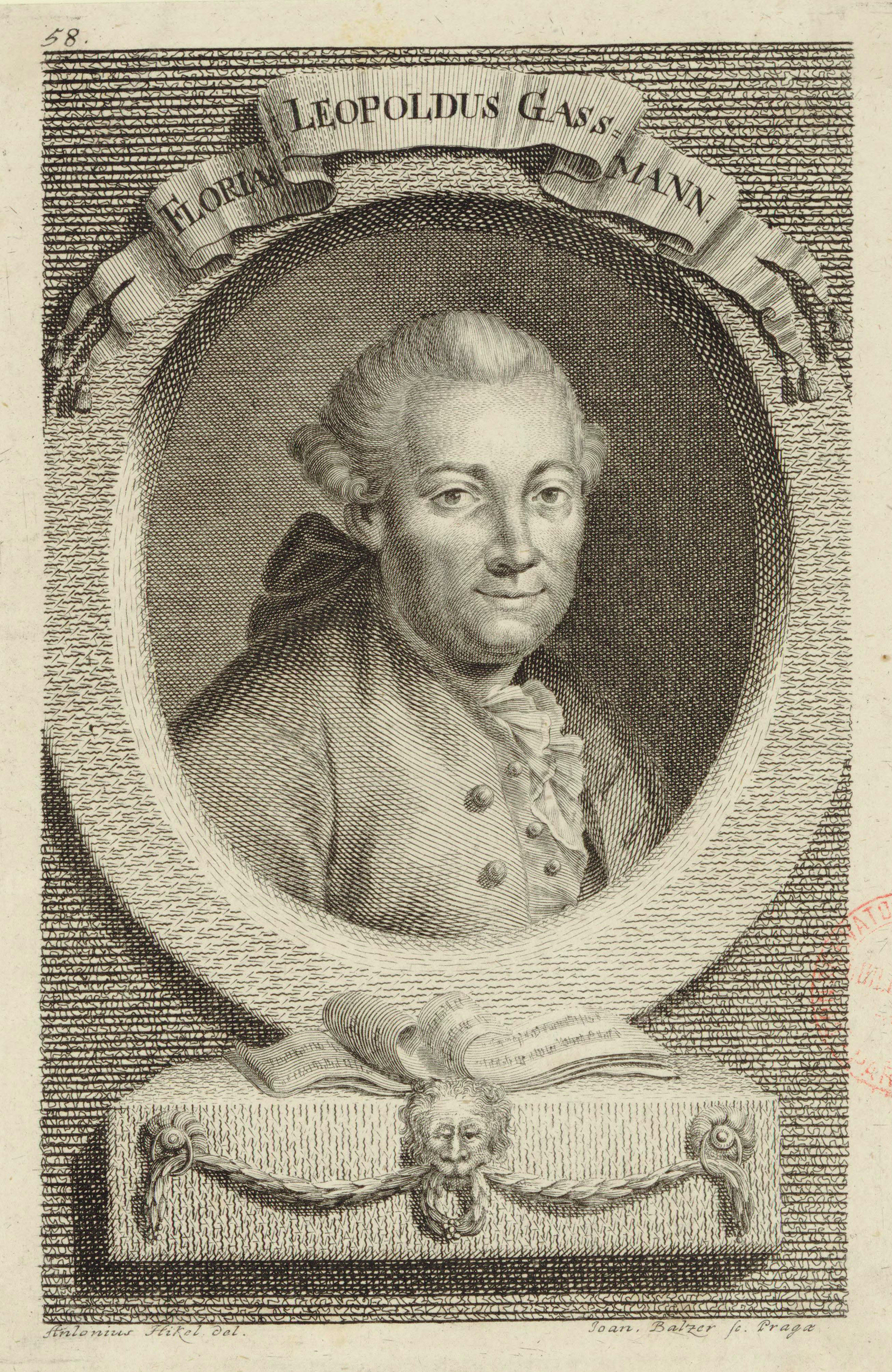
Florian Leopold Gassmann.

Florian Leopold Gassmann, född 3 maj 1729 i Most, död 21 januari 1774 var en böhmisk-tysk kompositör i övergångsperioden mellan barock och wienklassicism. Gassmann var född i Böhmen där han hade fått sin musikaliska utbildning av den lokale körledaren. Varje år från 1757 till 1762 skrev han en opera till karnevalen i Venedig, oftast till ett libretto av Carlo Goldoni. Han blev också körledare i en av Venedigs flickskolor 1757. 1763 kallades han till Wien där han fick tjänst som balettkompositör vid Josef IIs hov. 1764 blev han kejsarens kammarkompositör och därefter hovdirigent 1772. 1766 träffade Gassmann en ung Antonio Salieri som han tog med sig till Wien och utbildade i komposition. Salieri blev kvar i Wien och övertog tjänsten som kammarkompositör efter Gassmanns död 1774. 1771 grundade Gassmann Tonkünstlersozietät, vilka arrangerade de första konserterna för allmänheten i Wien. Sociteten var en social institution som speciellt värnade om änkor och barn till avlidna medlemmar. Han komponerade oratoriet La Betulia liberata vid dess grundande. Gassmanns båda döttrar, Anna Fux och Therese Rosenbaum, blev båda berömda sångerskor, utbildade av Salieri. Speciellt Therese Rosenbaum gjorde sig känd som Mozarttolkare.

## Verk i urval
- 50 symfonier
- 26 ouvertyrer
- 37 stråkkvartetter
- 8 stråkkvintetter
- 2 trios för flöjt, violin och viola
- 10 blåsarkvintetter
- 5 mässor
- 22 operor
  - Merope (1757)
  - Issipile (1758)
  - Gli uccellatori (1759)
  - Filosofia, ed amore (1760)
  - Catone in Utica (1761)
  - Un pazzo ne fà cento (1762)
  - L'Olimpiade (1764)
  - Il trionfo d'amore (1765)
  - Achille in Sciro (1766)
  - Il viaggatore ridicolo (1767)
  - Amore, e Psiche (1767)
  - L'amore artigiano (1767)
  - La notte critica (1768)
  - L'Opera seria (1769)
  - Ezio (1770)
  - La Contessina (1770)
  - Il filosofo innamorato (1771)
  - Le pescatrici (1771)
  - I Rovinati (1772)
  - La casa di campagna (1773)
  - Arcifanfano, rè di matti (försvunnen)
  - L'isle sonnante (Finns endast i pianoarrangemang)